# Леслі (Міссурі)
Леслі (англ. Leslie) — селище (англ. village) в США, в окрузі Франклін штату Міссурі. Населення — 136 осіб (2020).

## Географія
Леслі розташоване за координатами 38°25′4″ пн. ш. 91°13′51″ зх. д. / 38.41778° пн. ш. 91.23083° зх. д. (38.417907, -91.230951).  За даними Бюро перепису населення США в 2010 році селище мало площу 0,44 км², уся площа — суходіл.

## Демографія
Згідно з переписом 2010 року, у селищі мешкала 171 особа в 50 домогосподарствах у складі 36 родин. Густота населення становила 388 осіб/км².  Було 60 помешкань (136/км²).
Расовий склад населення:
| - 96,5 % — білих - 0,6 % — корінних американців |

До двох чи більше рас належало 2,9 %. Частка іспаномовних становила 2,3 % від усіх жителів.
За віковим діапазоном населення розподілялося таким чином: 37,4 % — особи молодші 18 років, 58,5 % — особи у віці 18—64 років, 4,1 % — особи у віці 65 років та старші. Медіана віку мешканця становила 25,8 року. На 100 осіб жіночої статі у селищі припадало 92,1 чоловіків;  на 100 жінок у віці від 18 років та старших — 78,3 чоловіків також старших 18 років.
Середній дохід на одне домашнє господарство  становив 38 404 долари США (медіана — 37 500), а середній дохід на одну сім'ю — 38 980 доларів (медіана — 36 750). За межею бідності перебувало 30,6 % осіб, у тому числі 44,7 % дітей у віці до 18 років та 0,0 % осіб у віці 65 років та старших.
Цивільне працевлаштоване населення становило 54 особи. Основні галузі зайнятості: виробництво — 31,5 %, освіта, охорона здоров'я та соціальна допомога — 16,7 %, будівництво — 16,7 %.